# Orithrepta edwardsi
Orithrepta edwardsi är en fjärilsart som beskrevs av Collenette 1939. Orithrepta edwardsi ingår i släktet Orithrepta och familjen tofsspinnare. Inga underarter finns listade i Catalogue of Life.